# Макс Бастіан
Макс Бастіан (нім. Max Bastian; 28 серпня 1883, Шпандау — 11 березня 1958, Вільгельмсгафен) — німецький офіцер, адмірал крігсмаріне. Кавалер Лицарського хреста Хреста Воєнних заслуг з мечами.

## Біографія
1 квітня 1902 року вступив у кайзерліхмаріне. Закінчив військово-морське училище зі спеціальним курсом. З 27 листопада 1904 року служив на важкому крейсері «Ганза». З 1 жовтня 1905 року — вахтовий офіцер канонерського човна «Лукс». 21 листопада 1906 року переведений на лінійний корабель «Швабія». З 4 квітня 1907 року — вахтовий офіцер на лінійному кораблі «Кайзер Фрідріх III», з 1 жовтня 1907 року — на лінійному кораблі «Кайзер Барбаросса». З 1 жовтня 1908 року — ротний офіцер і офіцер військового суду 1-ї кораблебудівної дивізії. З 15 вересня 1910 року — вахтовий офіцер на лінійному кораблі «Пруссія». У 1912-14 роках пройшов курс навчання в Морський академії. 1 липня 1914 року призначений для особливих доручень до інспекції військово-морських навчальних закладів.
Учасник Першої світової війни. З 2 серпня 1914 року — вахтовий офіцер на легкому крейсері «Амазон», з 23 жовтня 1914 року — прапор-лейтенант штабу дивізії берегової оборони Балтійського моря. З 25 квітня 1915 року — на різних посадах в Адмірал-штабі: офіцер штабу 2-го адмірала розвідувальних сил на Балтиці, 3-й офіцер штабу 4-ї розвідувальної групи і командувача мінними силами на Балтиці (з 15 січня 1916), 2-й офіцер штабу командувача розвідувальними силами на Балтиці (з 4 червня 1916), штабу командувача ВМС в Курляндії (з 25 січня 1918), штабу спеціального з'єднання на Балтиці (з 23 лютого 1918), 1-й офіцер штабу командувача на Балтиці (з 1 червня 1918).
Після демобілізації армії залишений на флоті. З 28 січня 1919 року — офіцер зв'язку ВМС в прикордонному командуванні «Північ». У серпні-вересні 1919 року — співробітник Архіву ВМФ. З 16 вересня 1919 року — 2-й офіцер штабу морської станції «Остзее». 24 квітня 1920 року переведений в Морське управління, 15 червня 1923 року — в Архів ВМФ. 1 квітня 1924 року призначений навігаційним офіцером на лінійний корабель «Брауншвейг». З 4 січня 1926 року — 1-й офіцер штабу флоту. З січня 1928 року — командир лінкора «Сілезія». 23 вересня 1929 року — призначений керівником Бюджетного відділу ВМФ в складі Міністерства рейхсверу. Один з керівників таємного відродження німецького ВМФ. З 1 жовтня 1932 року — командувач лінійними кораблями. З 2 жовтня 1934 року — 2-й адмірал військово-морської станції «Остзее». 27 вересня 1935 року призначений начальником Загального управління Морського керівництва (потім ОКМ). Під час чищення вищого командного складу в початку 3 квітня 1938 року втратив свій пост і був переведений до резерва.
12 вересня 1939 року призначений президентом Імперського військового суду. 31 жовтня 1944 року переданий в розпорядження Карла Деніца. 30 листопада 1944 року звільнений у відставку.

## Звання
- Морський кадет (1 квітня 1902)
- Фенріх-цур-зее (11 квітня 1903)
- Лейтенант-цур-зее (29 вересня 1905)
- Обер-лейтенант-цур-зее (15 жовтня 1907)
- Капітан-лейтенант (22 березня 1913)
- Корветтен-капітан (29 червня 1920)
- Фрегаттен-капітан (1 квітня 1927)
- Капітан-цур-зее (1 грудня 1928)
- Контр-адмірал (1 вересня 1933)
- Віце-адмірал (1 грудня 1935)
- Адмірал (1 квітня 1938)

## Нагороди
- Залізний хрест
  - 2-го класу (14 січня 1915)
  - 1-го класу (26 вересня 1915)
- Ганзейський Хрест
  - Гамбург (19 вересня 1916)
  - Любек (23 вересня 1917)
  - Бремен (12 вересня 1918)
- Хрест «За військові заслуги» (Мекленбург-Шверін) 2-го класу (21 грудня 1916)
- Королівський орден дому Гогенцоллернів, лицарський хрест з мечами (23 січня 1918)
- Орден Хреста Свободи 2-го класу з мечами (Фінляндія; 19 травня 1918)
- Срібна медаль Свободи (Фінляндія; 1918)
- Пам'ятна медаль визвольної війни (Фінляндія; 1918)
- Хрест «За вислугу років» (Пруссія) (25 років; 4 серпня 1920)
- Орден Вази, командорський хрест (Швеція; 4 квітня 1924)
- Авіський орден, командорський хрест (Португалія; червень 1927)
- Почесний хрест ветерана війни з мечами (11 січня 1935)
- Медаль «За вислугу років у Вермахті» 4-го, 3-го, 2-го і 1-го класу (25 років; 2 жовтня 1936) — отримав 4 медалі одночасно.
- Почесний знак Німецького Червоного Хреста 1-го класу (17 вересня 1938)
- Імперський орден Ярма та Стріл, великий командорський хрест (Іспанія; 20 січня 1941)
- Хрест Воєнних заслуг
  - 2-го класу з мечами (30 січня 1941)
  - 1-го класу з мечами (1 вересня 1941)
- Лицарський хрест Хреста Воєнних заслуг з мечами (12 жовтня 1944)